# Airán Fernández
Pour les articles homonymes, voir Fernández.
Fernández  Casasola est un nom espagnol. Le premier nom de famille, en général paternel, est Fernández ; le second, en général maternel, souvent omis, est Casasola.
Airán Fernández Casasola, né le 30 octobre 1988 à Terrassa, est un coureur cycliste espagnol.

## Palmarès sur route
- 2009
  - 2e du championnat d'Espagne sur route espoirs
- 2011
  - 3e du Mémorial Cirilo Zunzarren
- 2012
  - Mémorial Rodríguez Inguanzo
  - 2e du Grand Prix Macario
  - 2e du Mémorial Valenciaga
  - 3e de la Coupe d'Espagne de cyclisme
- 2013
  - Mémorial Valenciaga
  - 2e de la Coupe d'Espagne de cyclisme
- 2017
  - JBCF course sur route de Akiyoshidai karst
  - 3e du JBCF course sur route de Oita
  - 3e du JBCF critérium de Oita

## Palmarès sur piste

### Championnats d'Europe
- Saint-Pétersbourg 2010
  -  Champion d'Europe de l'américaine espoirs (avec Julio Alberto Amores)

### Championnats nationaux
- 2005
  -  Champion d'Espagne de la course aux points juniors
  - 2e du championnat d'Espagne de l'américaine juniors
- 2006
  -  Champion d'Espagne de l'américaine juniors (avec Omar Marcet)
  - 2e du championnat d'Espagne de la course aux points juniors
- 2008
  - 2e du championnat d'Espagne de course aux points espoirs
- 2010
  - 2e du championnat d'Espagne de poursuite par équipes
  - 3e du championnat d'Espagne de poursuite espoirs
  - 3e du championnat d'Espagne de course aux points espoirs
- 2013
  - 3e du championnat d'Espagne de poursuite par équipes